# Ostfriesland zur Zeit des Nationalsozialismus
Die Zeit des Nationalsozialismus in Ostfriesland umfasst die Geschichte der Region vom 30. Januar 1933 bis zum 8. Mai 1945 (siehe auch Zeit des Nationalsozialismus).

## Ostfriesland im Nationalsozialismus

### Vorgeschichte

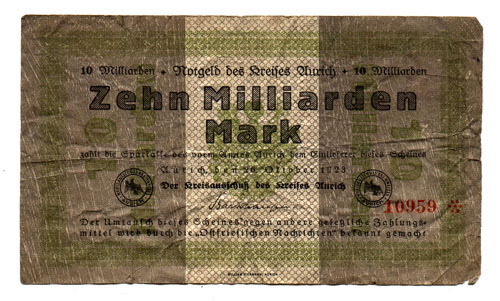
Notgeld des Kreises Aurich 1923

Ostfriesland als vorwiegend ländlich geprägte Region hatte nach dem Ersten Weltkrieg eine wirtschaftlich relativ günstige Phase erlebt. Mit ihren Überschüssen bedienten die Bauern einen Markt, der schnell wuchs. Während industrialisiertere Regionen und Städte erst später von der Weltwirtschaftskrise getroffen wurden, ergriff diese die Region jedoch früh. Ab 1924 kam es zu einem starken Preisverfall bei Agrarprodukten um bis zu 40 Prozent. Dies führte beispielsweise in der stark von der Landwirtschaft abhängigen Stadt Aurich zu einer fatalen Kettenreaktion. Der Wert der Höfe halbierte sich, die Landbevölkerung verarmte. Dadurch kam es häufig zu Zwangsversteigerungen unter Wert, was mit einer gewissen Verzögerung die Banken in eine Krise führte und schließlich Handwerk und Handel mit sich riss. Maßnahmen der Bezirksregierung, um die Konjunktur wieder anzukurbeln, wie Investitionen in Deichbau- und Landgewinnungsprojekte, die Moorkultivierung und den Bau mehrerer Schöpfwerke, blieben zumeist wirkungslos, was den direkten wirtschaftlichen Erfolg betraf. Der Landesausbau insgesamt profitierte jedoch.
Längerer Erfolg war vor allem zwei Maßnahmen beschieden: Seit 1925 errichteten die Nordwestdeutschen Kraftwerke, die 1921 den Torfabbau in Wiesmoor von der staatlichen Domänenverwaltung übernommen hatten, die mit 30 Morgen (rund 75.000 Quadratmeter) damals größten Treibhausanlagen Europas, die die Abwärme des Torfkraftwerks nutzten. In Leer wurde ab 1923 auf Initiative des Bürgermeisters Erich vom Bruch die bis dahin landwirtschaftlich genutzte Nesse-Halbinsel am Hafen überplant. Mehrere Industriebetriebe siedelten sich an, darunter eine Fabrik der Deutschen Libby GmbH. Auch entstand dort 1927 der modernste und größte Viehmarkt im Deutschen Reich.
Die Stadt Emden war zudem durch die Ruhrbesetzung durch Frankreich von ihrem Hauptmarkt, dem Ruhrgebiet, abgeschnitten. Die Ein- und Ausfuhr von Erz und Kohle nahmen deutlich ab. Dadurch kam die heimische Industrie, namentlich der Schiffbau zum Erliegen. Die folgenden Jahre waren geprägt durch eine hohe Arbeitslosigkeit, Streiks und Rezession. In dieser Zeit breitete sich der bis dato unbedeutende Antisemitismus in Ostfriesland aus, der sich unter anderem gegen den jüdischen Viehhandel richtete, dem manche in der Zeit der damaligen Agrarkrise mit Vorurteilen und Misstrauen begegneten. Vor allem der evangelische Pastor Ludwig Münchmeyer aus Borkum stachelte mit antisemitischen Hasstiraden das Publikum auf und die aus der Arbeiterschaft beziehungsweise dem Handwerk stammenden Agitatoren fanden aufgrund ihrer beruflichen wie sozialen Nähe zum Proletariat vor allem in den größeren Orten gute Resonanz. Dies führte auch in Ostfriesland zur Bildung zionistischer Gruppen, die ihre Zukunft in Palästina sahen. Die überwältigende Mehrheit der Juden blieb jedoch in Ostfriesland und war ab 1933 der Verfolgung durch die Nationalsozialisten schutzlos ausgeliefert.
1932 wurde in Ostfriesland eine Kreisreform durchgeführt. Der Kreis Weener wurde aufgelöst und in den Landkreis Leer integriert. Der Kreis Emden wurde ebenfalls aufgelöst, nachdem die kreisfreie Stadt Emden bereits vier Jahre zuvor einige Gebiete des Kreises eingemeindet hatte. Der Großteil des Kreises Emden, darunter das Gebiet der heutigen Gemeinden Krummhörn, Hinte und Wirdum, kam zum Landkreis Norden, ein kleinerer Teil (Oldersum, Tergast) zum Landkreis Leer, der dadurch nahezu seine heutige Größe erreichte.
Bei den Reichstagswahlen von 1932 wählten 44,2 % der Stimmberechtigten im Regierungsbezirk Aurich die NSDAP. Die Wahl von 1933 besiegelte schließlich das Ende der Demokratie auch in Ostfriesland.

### Machtergreifung

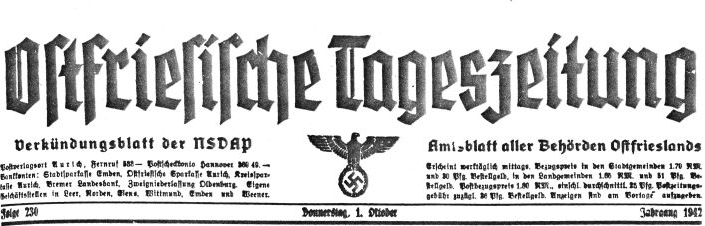
„Ostfriesische Tageszeitung“ vom 1. Oktober 1942

Bei den Wahlen vom 5. März 1933 konnte die NSDAP in Ostfriesland ein Ergebnis von 47,5 % erzielen, in Oldersum fast 70 %. Im Landkreis Wittmund erzielte die Partei mit 71 Prozent der abgegebenen Stimmen ihr Spitzenergebnis.
Die Nationalsozialisten erklärten den 1. Mai als Tag der nationalen Arbeit zum Feiertag und planten 1933 in Ostfriesland große Kundgebungen. Unmittelbar danach schlugen die Nationalsozialisten los: Sozialdemokraten, Kommunisten und Gewerkschafter wurden in Ostfriesland verhaftet.
Zeitgleich mit dieser Verhaftungswelle fanden ab dem 2. Mai Durchsuchungen und Beschlagnahmungen bei Gewerkschaften und oppositionellen Parteien statt. Im Ostfriesland beschlagnahmten die Nationalsozialisten vom 12. bis zum 17. Mai 1933 Geldmittel und Inventar sozialdemokratischer Ortsvereine und des Reichsbanner.
Aber auch andere Organisationen, die den oppositionellen Parteien nahestanden und deswegen ebenso als „staatsfeindliche Organisationen“ eingestuft wurden, waren Opfer dieser Welle der Repression. Das Ergebnis der Aktion war die faktische Ausschaltung der Opposition, deren politische Arbeit nicht mehr möglich war, da ihnen die materielle und personelle Basis entzogen worden war.
Unter dem Druck der Repression wandten sich viele Sozialdemokraten und Kommunisten von ihren früheren Parteien ab und schon 1934 konnte die Gestapo Wilhelmshaven berichten, dass auch ehemalige „Anhänger und Funktionäre (der SPD und KPD) in der Zwischenzeit umgestellt und Mitglieder der SA und der NSBO geworden (seien).“
Nach der Machtergreifung der Nationalsozialisten und ihren Gesetzen („Ermächtigungsgesetz“, „Arierparagraph“ usw.) kam es in der Region zu Übergriffen auf die einheimische jüdische Bevölkerung, zu Bücherverbrennungen und Zensur, Verbot der Gewerkschaften und Verhaftungen von politischen Gegnern.
Demokratische Politiker wurden, wie schon 1932 begonnen, mit Verleumdungskampagnen aus dem Amt gedrängt: in Leer wählte Bürgermeister Erich vom Bruch nach massiven Vorwürfen und Drohungen im Mai 1933 den Freitod, im Oktober wurde Emdens Oberbürgermeister Wilhelm Mützelburg bedrängt und nach körperlichen Misshandlungen durch Nationalsozialisten im wahrsten Sinne des Wortes „aus dem Rathaus geworfen“. In der Nachfolge wurde Mützelburg entgegen den gesetzlichen Bestimmungen am 30. Oktober 1933 seines Amtes enthoben. Dafür wurde der wegen eines Gewaltdeliktes 1926 aus dem Schuldienst entlassene und u. a. demzufolge als zuverlässiger Nationalsozialist bekannte Altonaer Polizeipräsident Paul Hinkler als Staatskommissar in Emden eingesetzt. Mitte November wurde der erst 35-jährige Hermann Maas von ihm zum neuen Oberbürgermeister ernannt. Aufgrund der neu entstandenen Machtverhältnisse nach der „Machtergreifung“ wurden auch in Ostfriesland Verbände und Vereine nach dem Führerprinzip strukturiert, jüdische Mitglieder wurden hinausgedrängt und die freie Marktwirtschaft eingeschränkt.
Die Medien wurden gleichgeschaltet, was auf nur geringen Widerstand traf. Wichtigstes Organ der NSDAP war die 1932 gegründete Ostfriesische Tageszeitung (OTZ), die zum regionalen Leitmedium wurde. Allerdings gingen aufgrund der erzwungenen Uniformität die Leserzahlen stark zurück, erst im Zweiten Weltkrieg stiegen das Informationsbedürfnis der Bevölkerung und somit die Verkaufszahlen wieder.
Durch das Gleichschaltungsgesetz vom 31. März 1933 konnte die Reichsregierung Gesetze erlassen.
Es gab Veränderungen in der öffentlichen Verwaltung: Ostfriesland zählte zum Gau Weser-Ems der NSDAP.

### Bis zum Zweiten Weltkrieg
Zwei Jahre später verbesserte sich scheinbar die wirtschaftliche Lage. Das schon in der Weimarer Republik begonnene Konjunkturprogramm wurde von den Nationalsozialisten in Ostfriesland erheblich ausgebaut. Noch am 1. Januar 1933 hatte Ostfriesland 21.888 Arbeitslose zu vermelden, zum Jahresende 1935 waren es noch 248 und bis 1938 sank die Zahl auf 31, was auch der Einführung der Allgemeinen Wehrpflicht geschuldet war, die nach Aurich auch Emden und Leer zu Garnisonsstädten machte.

#### Die Ostfriesische Landschaft
Bereits seit 1928 war die Auflösung der Ostfriesischen Landschaft gefordert worden. Ab 1935 wurde die Auflösung der Landschaft in Person des Oberpräsidenten in Hannover verstärkt weiter betrieben. Die Gauleitung in Oldenburg hielt demgegenüber an einer Erhaltung der Ostfriesischen Landschaft fest, dachte dabei aber an eine Umwandlung in eine Institution für (nationalsozialistische) kulturelle Zwecke. Dem setzte die Ostfriesische Landschaft nichts entgegen, wollte sie doch unter allen Umständen bestehen bleiben. Die Nazifizierung der Landschaft begann und fand 1942 ihren Höhepunkt in einer völlig neuen Verfassung, welche die Landstände selbst beschlossen. In dieser Verfassung wurde das Führerprinzip adaptiert und Berufungsverfahren sowie Ehrenamt konstituiert. Jetzt bekamen aber auch breite Bevölkerungskreise eine Möglichkeit zur Mitarbeit, denn Vorschläge für die Berufung der Mitglieder der Landschaftsversammlung konnten nicht nur von den ostfriesischen Dienststellen der NSDAP sowie den Gemeinden, Städten und Kreisen, sondern auch von den ostfriesischen Heimatvereinen und allen Ostfriesen gemacht werden, womit der Institutionalisierung und Professionalisierung der landschaftlichen Kulturarbeit durch Schaffung von Einrichtungen und Heranziehung von Fachleuten der Grundstock gelegt wurde. Die Einbindung der Ostfriesischen Landschaft in die Nationalsozialistische Herrschaft war ausgeprägter als anderswo.

#### Repression gegen die jüdische Bevölkerung
Nach der Machtergreifung Anfang 1933 hatten vor allem Juden unter Repressionen staatlicher Organe zu leiden. Sozialisten und Kommunisten wurden in „Schutzhaft“ genommen und zum Teil in Konzentrationslagern inhaftiert. Zwei Monate nach der Machtergreifung und vier Tage früher als in anderen Teilen des deutschen Reiches begann in Ostfriesland der Boykott jüdischer Geschäfte. Am 28. März 1933 postierte sich die SA vor den Geschäften. In der Nacht wurden in Emden 26 Schaufensterscheiben eingeworfen, was die Nationalsozialisten später den Kommunisten anlasten wollten.

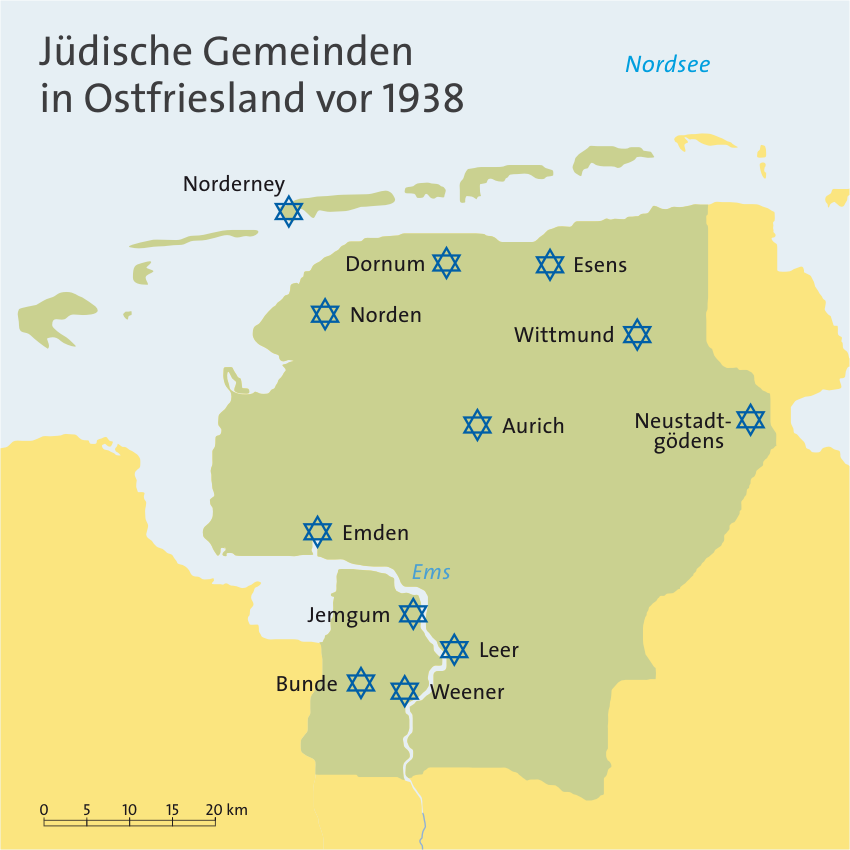
Jüdische Gemeinden in Ostfriesland vor 1938

In der Nacht vom 9. auf den 10. November 1938 beteiligten sich SA-Truppen an den von der Reichsleitung der Nationalsozialisten befohlenen Novemberpogromen, euphemistisch auch als Reichskristallnacht bezeichnet. In dieser Nacht wurden die Synagogen von Aurich, Emden, Esens, Leer, Norden und Weener niedergebrannt. Die Synagoge in Bunde war schon vor 1938 an den Kaufmann Barfs verkauft und umgestaltet worden (das Gebäude steht bis heute, ist allerdings durch mehrere Umbaumaßnahmen nicht mehr als Synagoge zu erkennen). Die Synagoge von Jemgum war bereits um 1930 verfallen. Die Synagoge der Jüdischen Gemeinde Neustadtgödens war bereits 1936 aufgelassen und im Juni 1938 an einen Privatmann verkauft worden, so dass sie verschont blieb. Die Synagoge auf Norderney wurde 1938 verkauft, die in Wittmund war im Juni 1938 auf Abbruch verkauft worden. Erhalten ist heute nur noch die Synagoge von Dornum, welche am 7. November 1938 an einen Tischler verkauft wurde. Männliche Juden im Alter zwischen 16 und 60 Jahren wurden zusammengetrieben und zum Teil stundenlang gedemütigt. Anschließend wurden sie über Oldenburg in das Konzentrationslager Sachsenhausen deportiert, von wo sie erst nach Wochen zurückkehren konnten. Die jüdischen Gemeinden waren nun nicht mehr Körperschaften öffentlichen Rechts, sondern wurden nun als „jüdische Kultusvereinigungen e. V.“ in das Vereinsregister eingetragen. Die Zahl der Juden ging von 2.336 im Jahre 1933 auf 697 im September 1939 zurück. Nachdem die Reichszentrale für jüdische Auswanderung zunächst die Auswanderung der deutschen Juden in die Wege leitete, wurde sie seit ihrer Zwangsvereinigung mit der Reichsvereinigung der Juden in Deutschland am 4. Juli 1939 völlig abhängig von den Behörden und verlor im Laufe der nächsten drei Jahre immer mehr an eigenen Handlungsmöglichkeiten und wirkte wie ein verlängerter Arm des Reichssicherheitshauptamtes.
Im Februar 1940 befahl die Gestapo allen Juden, bis zum 1. April des Jahres Ostfriesland zu verlassen. Die ostfriesischen Juden mussten sich andere Wohnungen innerhalb des Reiches (mit Ausnahme Hamburgs und der Linksrheinischen Gebiete) suchen. Ostfriesland wurde als „judenfrei“ erklärt und war es de facto auch. Wenige Juden konnten im jüdischen Altersheim in Emden ihr Leben fristen, bis auch sie im Oktober 1941 deportiert wurden. 23 Juden aus dem Altenheim Emden wurden noch in das jüdische Altenheim in Varel, Schüttingstraße, verlegt und von dort aus im Juli 1942 nach Theresienstadt deportiert. Nur ein kleiner Teil der jüdischen Bevölkerung konnte sich durch rechtzeitige Emigration retten, der Großteil ist in den Konzentrationslagern umgekommen. Genaue Zahlen liegen hierzu jedoch bis heute nicht vor.

#### Repression gegen die nichtjüdische Bevölkerung am Beispiel Moordorfs
Schon in der Weimarer Republik gehörte Moordorf zu den Hochburgen der Kommunisten, die über 50 % der Stimmen bei den Reichs- und Landtagswahlen erhielten. Der KPD-Ortsverband von Moordorf war nach Emden der zweitgrößte in Ostfriesland. Bei den Reichstagswahlen am 6. November 1932 hatte die KPD 48 % der Stimmen im Ort erhalten. Die Mehrzahl der Moordorfer Einwohner war vor der Machtübernahme der NSDAP marxistisch-kommunistisch eingestellt. 1934 wurden 24 Kommunisten verhaftet und 1937 noch einmal 10 ins KZ eingeliefert. Nach 1933 wurden die Kommunisten von den Nationalsozialisten stark verfolgt. Sie wurden als arbeitsscheues, asoziales, minderwertiges und vorbestraftes Gesindel angesehen und hatten entsprechende Repressalien zu ertragen. Moordorf wurde „auf Anregung des Reichsbauernführers“, „von Fachkräften bearbeitet“. Horst Rechenbach wurde mit dieser Aufgabe befasst und kam schnell zu dem Ergebnis, dass „ein Teil der Kolonisten … gar nicht erst den Versuch (machte), eine feste landwirtschaftliche Existenz zu gründen.“ Es "ist festzustellen, dass es sich hier um das Beispiel einer völlig verfehlt angelegten ländlichen Siedlung handelt. … Es waren … asoziale Elemente des eigenen Volkes. Er erstellte einige Statistiken über Alkoholismus, Kriminalität, Schwachsinn und Verschuldung und erklärte: „Es ist überflüssig zu betonen, dass sich die besonders minderwertigen Familien durch die größten Kinderzahlen auszeichnen.“ Unter Anwendung des gleich nach der Machtübernahme Hitlers eingeführten eugenischen Sterilisationsgesetzes wurden viele Moordorfer unter Berücksichtigung der Statistiken und Fragebögen Rechenbachs zwangssterilisiert.

### Zweiter Weltkrieg
Die Kriegsvorbereitungen begannen auch in Ostfriesland sehr früh.
Mit Einführung der allgemeinen Wehrpflicht wurden nach Aurich auch Emden und Leer Garnisonsstädte.
Während des Weltkrieges war Emden als wirtschaftliches wie industrielles Zentrum Ostfrieslands mehrfach Ziel von Luftangriffen, die jedoch zunächst nur geringere Schäden anrichteten. Am 27. September 1943 fanden in Esens 165 Menschen bei einem Bombenangriff den Tod. Das „Armen- und Arbeiterhaus“ wurde völlig zerstört, im Keller des Gebäudes starben 102 Schul- und Landjahrkinder. Esens – selbst ohne militärische Bedeutung – wurde als so genanntes „Target of Opportunity“ (Gelegenheitsziel) von verirrten Bombern getroffen, die eigentlich Emden als Ziel hatten. Aurich wurde während des Krieges dreimal bombardiert. Dabei kamen 17 Menschen ums Leben und 24 wurden verletzt. Am 6. September 1944 wurde Emden erneut bombardiert. Beim Angriff alliierter Bombereinheiten wurden rund 80 Prozent der Innenstadt und damit fast die gesamte historische Bausubstanz zerstört, darunter auch das Rathaus. Auf den Werften und an den Hafenumschlagsanlagen richteten die Bomben hingegen nur vergleichsweise geringe Zerstörungen an.

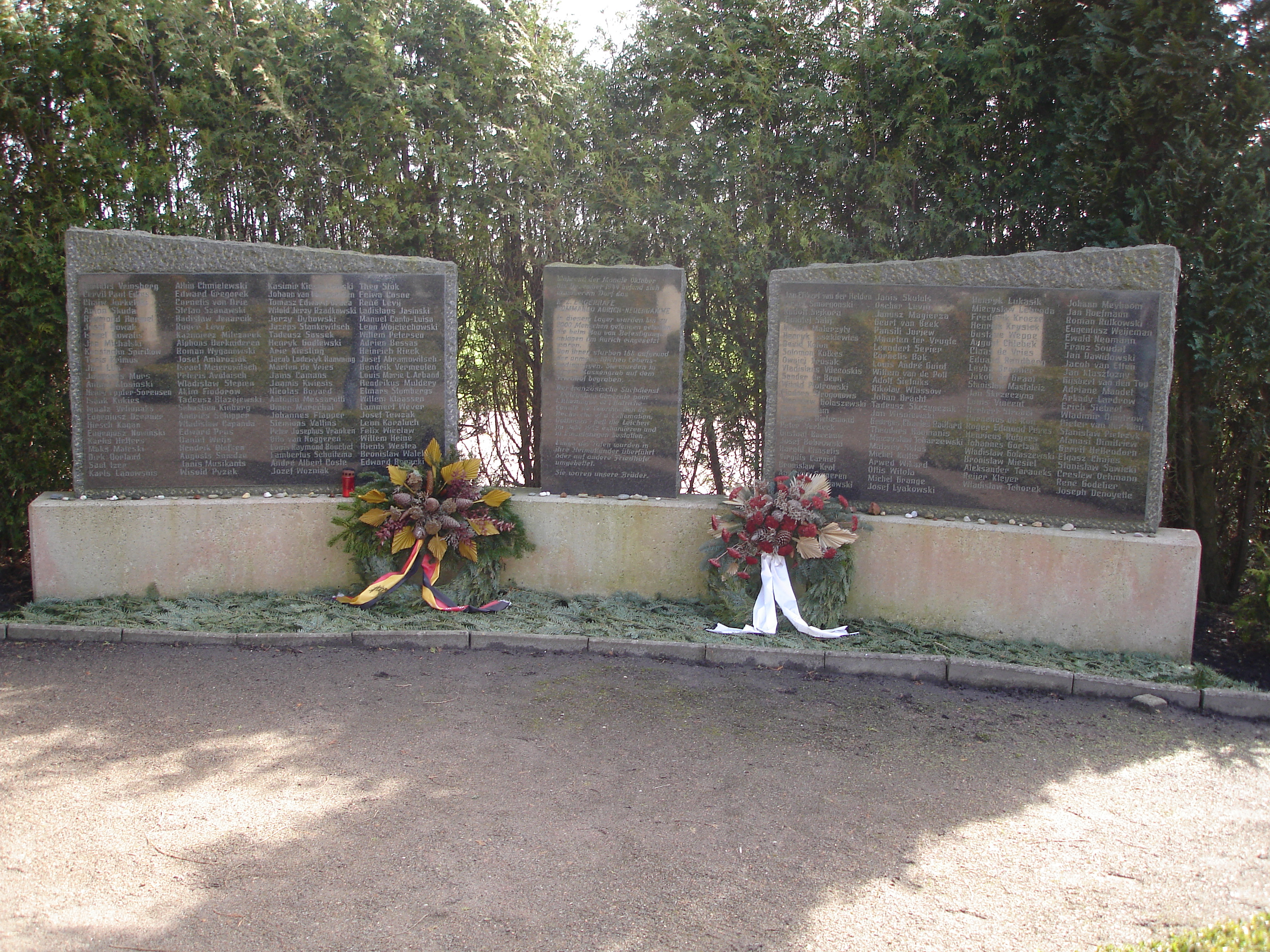
Mahnmal mit den Namen der 188 Opfer des KZ Engerhafe

Gegen Ende des Krieges wurde 1944 das KZ Engerhafe errichtet. Die hier unter unmenschlichen Bedingungen Inhaftierten mussten Panzergräben rund um die zur Festung erklärten Stadt Aurich ausheben. Kurz vor der Fertigstellung der „Rundumverteidigung Aurichs“ wurde das Lager am 22. Dezember 1944 aufgelöst. Innerhalb der zwei Monate seines Bestehens starben 188 Häftlinge.
Ende April 1945 erreichten Alliierte Bodentruppen Ostfriesland. Im südlichen Rheiderland wurden durch Flammenwerfer einige kleinere Dörfer und Höfe dem Erdboden gleichgemacht. In Weener wurden durch Häuserkämpfe und Artilleriebeschuss einige Häuser beschädigt oder zerstört. Am 30. April wurde Leer von kanadisch-britischen Truppen eingenommen. Bis zum 2. Mai erreichten sie auch Oldersum und Großefehn. Am 3. und 4. Mai 1945 verhandelte eine Delegation aus Aurich erfolgreich mit den heranrückenden Kanadiern zur kampflosen Übergabe der Stadt. Diese erfolgte am 5. Mai 1945, nachdem ein am 4. Mai bei Lüneburg unterzeichneter Vertrag zur bedingungslosen Kapitulation der drei in Nordwestdeutschland operierenden deutschen Armeen am selben Tag um acht Uhr in Kraft getreten war. Ostfriesland wurde nach der Kapitulation der Wehrmacht in den Niederlanden und Nordwestdeutschland zum Internierungsgebiet für die westlich der Weser in Gefangenschaft geratenen deutschen Soldaten.

### Nachkriegszeit

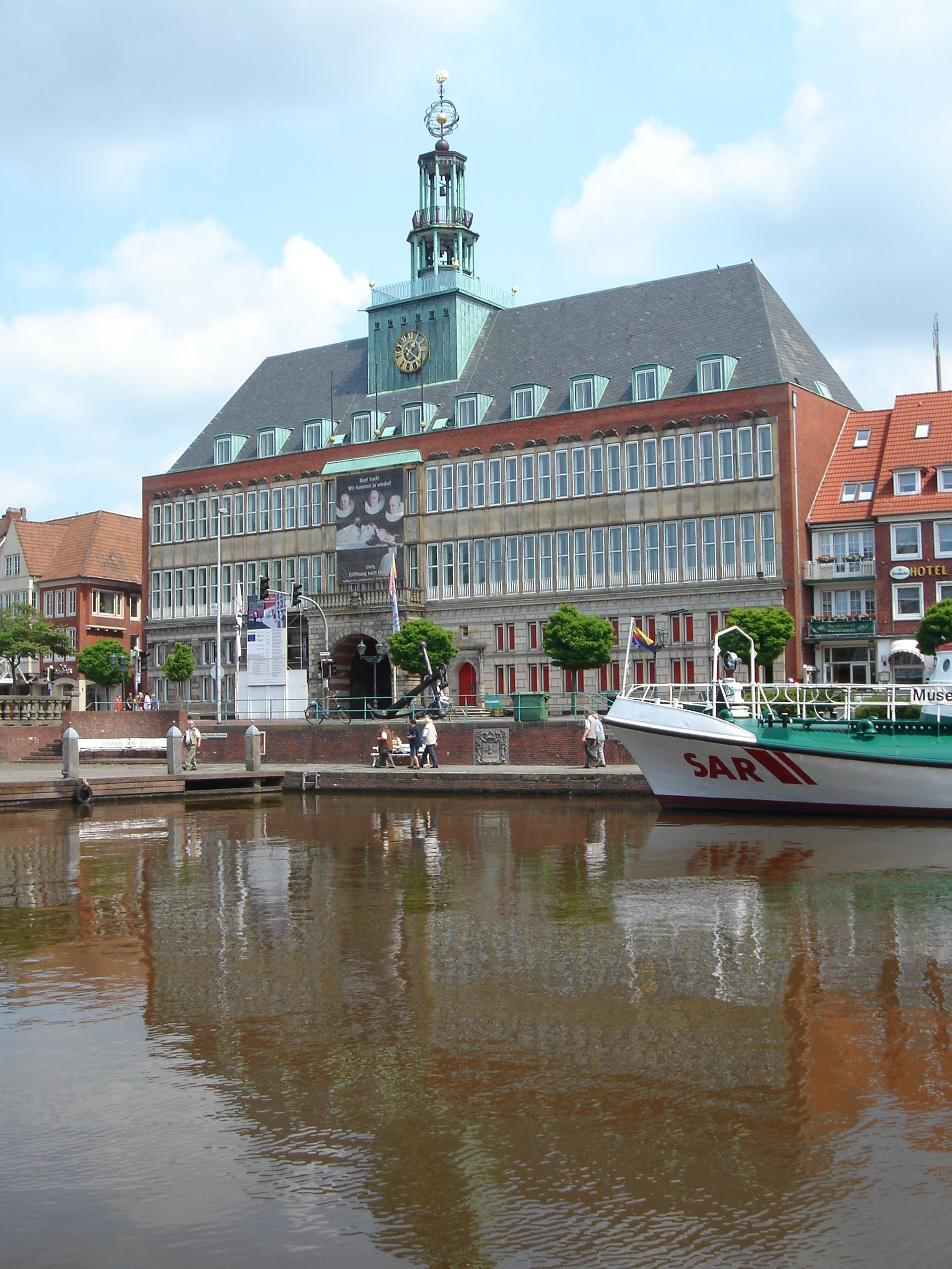
Nach historischem Vorbild in moderner Weise wieder aufgebautes Emder Rathaus (1962)

Nach Ende des Zweiten Weltkrieges wurde Ostfriesland Teil der britischen Besatzungszone. Dabei waren auch kanadische Soldaten in Ostfriesland stationiert. In den Niederlanden gab es Überlegungen, einige Gebiete Deutschlands zu annektieren, wobei der Dollart, die Emsmündung und Borkum ins Auge gefasst wurden, um Emden vom Seehandel abzuschneiden. Diese Pläne scheiterten jedoch am Widerstand der Westalliierten.
1946 bildeten die Briten aus den Ländern Hannover, Braunschweig, Oldenburg und Schaumburg-Lippe das Land Hannover, aus dem später das Land Niedersachsen hervorging. Ostfriesland kam als Regierungsbezirk Aurich innerhalb der Provinz Hannover dazu.
Das Land wurde von vielen Flüchtlingen und Vertriebenen aus den Ostgebieten des Deutschen Reiches bevölkert. Lebten 1945 noch etwa 295.600 Einwohner in Ostfriesland, waren es ein Jahr später 364.500, 1948 bereits 390.334. 1950 wurde mit 391.570 Einwohnern das vorläufige Maximum erreicht, unter ihnen stellten die Vertriebenen 16,3 Prozent. Danach nahm die Bevölkerungszahl allmählich wieder ab. 1959 hatte Ostfriesland 358.218 Einwohner, davon 38.678 Heimatvertriebene, was einem Anteil von 10,8 Prozent entsprach.

## Folgen
Nach dem Zusammenbruch der nationalsozialistischen Diktatur wurden auch in Ostfriesland viele Flüchtlinge aus den Gebieten östlich von Oder und Neiße angesiedelt. Die Einwohnerzahl kletterte von 295.600 (1945) auf 387.000. 1950 betrug der Anteil der Vertriebenen 16,3 % der Bevölkerung, was für die traditionell strukturschwache Region eine schwer zu schaffende Integrationsleistung darstellte. Hinzu kam, dass die Niederlande das Gebiet westlich der Ems als Reparation annektieren wollten, wozu es aber nie kam. Weitergehende Pläne sahen sogar vor, die Ems umzuleiten und dem Emder Hafen so das Wasser abzugraben, was der ostfriesischen Wirtschaft den Garaus gemacht hätte. Diese Pläne sind jedoch aufgrund des aufziehenden Kalten Krieges nie verwirklicht worden.